# آدریانینیو
آدریانینیو (انگلیسی: Adrianinho؛ زادهٔ ۱۱ ژوئیهٔ ۱۹۸۰) بازیکن فوتبال اهل برزیل است.
از باشگاه‌هایی که در آن بازی کرده‌است می‌توان به باشگاه فوتبال کورینتیانس و باشگاه فوتبال فلامینگو اشاره کرد.